# Lista över fotbollsövergångar i Superettan i Sverige 2018
Detta är en lista över fotbollsövergångar i Superettan i Sverige säsongen 2018.

## Allsvenskan
Se Lista över fotbollsövergångar i Allsvenskan i Sverige 2018.

## Superettan

### AFC Eskilstuna

#### Vinterövergångar 2017/2018
| Nr | Land         | Pos | Namn                                                           |
| -- | ------------ | --- | -------------------------------------------------------------- |
|    | Kosovo       | MF  | Anel Raskaj (från KF Prishtina)                                |
|    | Brasilien    | MF  | Wellyson (från KF Tirana)                                      |
|    | Sverige      | F   | Kadir Hodzic (från Norrby IF)                                  |
|    | Sverige      | F   | Adnan Kojic (från Halmstads BK)                                |
|    | Sverige      | MF  | Kevin Bisse (från Syrianska FC)                                |
|    | Italien      | MV  | Gianluca Curci (från Mainz)                                    |
|    | Sverige      | A   | Luka Mijaljevic (från GAIS)                                    |
|    | Bulgarien    | MV  | Mihail Ivanov (från Vitosha Bistritsa)                         |
|    | Burkina Faso | MF  | Blati Touré (från Omonia Nicosia)                              |
|    | Nigeria      | A   | Oke Akpoveta (från Helsingborgs IF)                            |
|    | Sydafrika    | A   | Kermit Erasmus (från Rennes)                                   |
|    | Serbien      | MF  | Ivan Marković (från Radnik Surdulica)                          |
|    | Sverige      | F   | Michel Dado Termanini (Återvänder efter lån från Syrianska FC) |

| Nr | Land         | Pos | Namn                                                           |
| -- | ------------ | --- | -------------------------------------------------------------- |
|    | Kosovo       | MF  | Anel Raskaj (från KF Prishtina)                                |
|    | Brasilien    | MF  | Wellyson (från KF Tirana)                                      |
|    | Sverige      | F   | Kadir Hodzic (från Norrby IF)                                  |
|    | Sverige      | F   | Adnan Kojic (från Halmstads BK)                                |
|    | Sverige      | MF  | Kevin Bisse (från Syrianska FC)                                |
|    | Italien      | MV  | Gianluca Curci (från Mainz)                                    |
|    | Sverige      | A   | Luka Mijaljevic (från GAIS)                                    |
|    | Bulgarien    | MV  | Mihail Ivanov (från Vitosha Bistritsa)                         |
|    | Burkina Faso | MF  | Blati Touré (från Omonia Nicosia)                              |
|    | Nigeria      | A   | Oke Akpoveta (från Helsingborgs IF)                            |
|    | Sydafrika    | A   | Kermit Erasmus (från Rennes)                                   |
|    | Serbien      | MF  | Ivan Marković (från Radnik Surdulica)                          |
|    | Sverige      | F   | Michel Dado Termanini (Återvänder efter lån från Syrianska FC) |

| Nr | Land            | Pos | Namn                                                         |
| -- | --------------- | --- | ------------------------------------------------------------ |
| 10 | Sverige         | A   | Omar Eddahri (till IK Sirius)                                |
| 88 | Iran            | MV  | Alireza Haghighi (till GIF Sundsvall)                        |
| 2  | Sverige         | F   | Daniel Björnquist (till Örebro SK)                           |
| 16 | Sverige         | A   | Simon Alexandersson (till IK Brage)                          |
| 33 | Nigeria         | F   | Taye Taiwo (till RoPS)                                       |
| 21 | Afghanistan     | MF  | Sharif Mukhammad (Klubb ej klar)                             |
| 20 | Afghanistan     | MF  | Farshad Noor (till Nea Salamis Famagusta)                    |
| 13 | Österrike       | MF  | Thomas Piermayr (till LASK Juniors)                          |
| 14 | Sverige         | MF  | Mauricio Albornoz (till IK Sirius)                           |
| 8  | Brasilien       | MF  | Wanderson (till Vitebsk)                                     |
| 11 | England         | F   | Andrew Fox (till Grimsby Town)                               |
| 70 | Nigeria         | A   | Chidi Omeje (till GIF Sundsvall)                             |
| 4  | Sverige         | F   | Ludvig Öhman (till IF Brommapojkarna)                        |
| 8  | Sverige         | MF  | Haris Cirak (till Nest-Sotra)                                |
| 19 | Sierra Leone    | A   | Mohamed Buya Turay (till Dalkurd FF)                         |
| 3  | England         | F   | Jernade Meade (till Ålesund)                                 |
| 17 | Sverige         | F   | Bun-Dawda Sowe (till Oskarshamns AIK)                        |
| 11 | Sverige         | MF  | Rinor Nushi (Utlånad till Västerås SK)                       |
| 42 | Guinea          | MF  | Amadou Kalabane (Utlånad till BK Forward)                    |
| 18 | Elfenbenskusten | MF  | Abdul Razak (Återvänder efter lån till IFK Göteborg)         |
| 1  | Sverige         | MV  | Tim Erlandsson (Återvänder efter lån till Nottingham Forest) |

| Nr | Land            | Pos | Namn                                                         |
| -- | --------------- | --- | ------------------------------------------------------------ |
| 10 | Sverige         | A   | Omar Eddahri (till IK Sirius)                                |
| 88 | Iran            | MV  | Alireza Haghighi (till GIF Sundsvall)                        |
| 2  | Sverige         | F   | Daniel Björnquist (till Örebro SK)                           |
| 16 | Sverige         | A   | Simon Alexandersson (till IK Brage)                          |
| 33 | Nigeria         | F   | Taye Taiwo (till RoPS)                                       |
| 21 | Afghanistan     | MF  | Sharif Mukhammad (Klubb ej klar)                             |
| 20 | Afghanistan     | MF  | Farshad Noor (till Nea Salamis Famagusta)                    |
| 13 | Österrike       | MF  | Thomas Piermayr (till LASK Juniors)                          |
| 14 | Sverige         | MF  | Mauricio Albornoz (till IK Sirius)                           |
| 8  | Brasilien       | MF  | Wanderson (till Vitebsk)                                     |
| 11 | England         | F   | Andrew Fox (till Grimsby Town)                               |
| 70 | Nigeria         | A   | Chidi Omeje (till GIF Sundsvall)                             |
| 4  | Sverige         | F   | Ludvig Öhman (till IF Brommapojkarna)                        |
| 8  | Sverige         | MF  | Haris Cirak (till Nest-Sotra)                                |
| 19 | Sierra Leone    | A   | Mohamed Buya Turay (till Dalkurd FF)                         |
| 3  | England         | F   | Jernade Meade (till Ålesund)                                 |
| 17 | Sverige         | F   | Bun-Dawda Sowe (till Oskarshamns AIK)                        |
| 11 | Sverige         | MF  | Rinor Nushi (Utlånad till Västerås SK)                       |
| 42 | Guinea          | MF  | Amadou Kalabane (Utlånad till BK Forward)                    |
| 18 | Elfenbenskusten | MF  | Abdul Razak (Återvänder efter lån till IFK Göteborg)         |
| 1  | Sverige         | MV  | Tim Erlandsson (Återvänder efter lån till Nottingham Forest) |

#### Sommarövergångar 2018
| Nr | Land | Pos | Namn |
| -- | ---- | --- | ---- |

| Nr | Land | Pos | Namn |
| -- | ---- | --- | ---- |

| Nr | Land | Pos | Namn |
| -- | ---- | --- | ---- |

| Nr | Land | Pos | Namn |
| -- | ---- | --- | ---- |

### Degerfors IF

#### Vinterövergångar 2017/2018
| Nr | Land    | Pos | Namn                                               |
| -- | ------- | --- | -------------------------------------------------- |
|    | Sverige | MF  | Alan Asaad (från Prespa Birlik)                    |
|    | England | F   | Kevin Wright (från Fredrikstad)                    |
|    | Sverige | F   | Oliver Ekroth (från Kristianstad FC)               |
|    | Sverige | MF  | Andreas Jernarp (från Torslanda IK)                |
|    | Sverige | MV  | Ismael Diawara (från Motala AIF)                   |
|    | Sverige | A   | Erik Björndahl (från BK Forward)                   |
|    | Sverige | A   | Viktor Götesson (från IF Elfsborg)                 |
|    | Sverige | F   | Erik Lindell (Inlånad från IFK Norrköping)         |
|    | Sverige | MF  | Christos Gravius (Inlånad från AIK)                |
|    | Sverige | MF  | Andreas Jansson (Uppflyttad från U19-laget)        |
|    | Sverige | MF  | Oliver Nilsson (Återvänder efter lån från Nora BK) |

| Nr | Land    | Pos | Namn                                               |
| -- | ------- | --- | -------------------------------------------------- |
|    | Sverige | MF  | Alan Asaad (från Prespa Birlik)                    |
|    | England | F   | Kevin Wright (från Fredrikstad)                    |
|    | Sverige | F   | Oliver Ekroth (från Kristianstad FC)               |
|    | Sverige | MF  | Andreas Jernarp (från Torslanda IK)                |
|    | Sverige | MV  | Ismael Diawara (från Motala AIF)                   |
|    | Sverige | A   | Erik Björndahl (från BK Forward)                   |
|    | Sverige | A   | Viktor Götesson (från IF Elfsborg)                 |
|    | Sverige | F   | Erik Lindell (Inlånad från IFK Norrköping)         |
|    | Sverige | MF  | Christos Gravius (Inlånad från AIK)                |
|    | Sverige | MF  | Andreas Jansson (Uppflyttad från U19-laget)        |
|    | Sverige | MF  | Oliver Nilsson (Återvänder efter lån från Nora BK) |

| Nr | Land      | Pos | Namn                                                          |
| -- | --------- | --- | ------------------------------------------------------------- |
| 17 | Sverige   | F   | Emil Johansson (Avslutat karriären)                           |
| 8  | Sverige   | F   | Andreas Holmberg (Avslutat karriären)                         |
| 11 | Sverige   | MF  | Tobias Solberg (Avslutat karriären)                           |
| 25 | Sverige   | MV  | Oscar Klasson (till Nora BK)                                  |
| 3  | Sverige   | F   | Hampus Zackrisson (till Varbergs BoIS)                        |
| 1  | Finland   | MV  | Jesse Öst (till SJK)                                          |
| 5  | Sverige   | F   | Kevin Gustavsson Stolpe (till FBK Karlstad)                   |
| 15 | Sverige   | MF  | Sebastian Ohlsson (till Trelleborgs FF)                       |
| 19 | Kosovo    | A   | Shpëtim Hasani (till Nora BK)                                 |
| 16 | Sverige   | MF  | Govend Haidar (till Karlstad BK)                              |
| 14 | Sverige   | F   | Erik Sachs (till Carlstad United)                             |
| 10 | Sydafrika | MF  | Mihlali Mayambela (Återvänder efter lån till Djurgårndens IF) |

| Nr | Land      | Pos | Namn                                                          |
| -- | --------- | --- | ------------------------------------------------------------- |
| 17 | Sverige   | F   | Emil Johansson (Avslutat karriären)                           |
| 8  | Sverige   | F   | Andreas Holmberg (Avslutat karriären)                         |
| 11 | Sverige   | MF  | Tobias Solberg (Avslutat karriären)                           |
| 25 | Sverige   | MV  | Oscar Klasson (till Nora BK)                                  |
| 3  | Sverige   | F   | Hampus Zackrisson (till Varbergs BoIS)                        |
| 1  | Finland   | MV  | Jesse Öst (till SJK)                                          |
| 5  | Sverige   | F   | Kevin Gustavsson Stolpe (till FBK Karlstad)                   |
| 15 | Sverige   | MF  | Sebastian Ohlsson (till Trelleborgs FF)                       |
| 19 | Kosovo    | A   | Shpëtim Hasani (till Nora BK)                                 |
| 16 | Sverige   | MF  | Govend Haidar (till Karlstad BK)                              |
| 14 | Sverige   | F   | Erik Sachs (till Carlstad United)                             |
| 10 | Sydafrika | MF  | Mihlali Mayambela (Återvänder efter lån till Djurgårndens IF) |

#### Sommarövergångar 2018
| Nr | Land | Pos | Namn |
| -- | ---- | --- | ---- |

| Nr | Land | Pos | Namn |
| -- | ---- | --- | ---- |

| Nr | Land | Pos | Namn |
| -- | ---- | --- | ---- |

| Nr | Land | Pos | Namn |
| -- | ---- | --- | ---- |

### Falkenbergs FF

#### Vinterövergångar 2017/2018
| Nr | Land    | Pos | Namn                                       |
| -- | ------- | --- | ------------------------------------------ |
|    | Sverige | MF  | Robin Östlind (från Östers IF)             |
|    | Sverige | MF  | Karl Söderström (från Varbergs BoIS)       |
|    | Sverige | MF  | Anton Wede (från GAIS)                     |
|    | Sverige | F   | Osama Hassan (Uppflyttad från U19-laget)   |
|    | Sverige | MF  | Mergim Laci (Uppflyttad från U19-laget)    |
|    | Sverige | MF  | Rasmus Larsson (Uppflyttad från U19-laget) |

| Nr | Land    | Pos | Namn                                       |
| -- | ------- | --- | ------------------------------------------ |
|    | Sverige | MF  | Robin Östlind (från Östers IF)             |
|    | Sverige | MF  | Karl Söderström (från Varbergs BoIS)       |
|    | Sverige | MF  | Anton Wede (från GAIS)                     |
|    | Sverige | F   | Osama Hassan (Uppflyttad från U19-laget)   |
|    | Sverige | MF  | Mergim Laci (Uppflyttad från U19-laget)    |
|    | Sverige | MF  | Rasmus Larsson (Uppflyttad från U19-laget) |

| Nr | Land    | Pos | Namn                                                    |
| -- | ------- | --- | ------------------------------------------------------- |
| 15 | Sverige | A   | Stefan Rodevåg (Avslutat karriären)                     |
| 4  | Sverige | F   | Daniel Johansson (till Stafsinge IF)                    |
| 70 | Ghana   | MF  | Richard Donkor (Klubb ej klar)                          |
| 10 | Sverige | MF  | Amin Nazari (Klubb ej klar)                             |
| 7  | Sverige | MF  | David Svensson (Avslutat karriären)                     |
| 24 | Sverige | A   | Viktor Götesson (Återvänder efter lån till IF Elfsborg) |

| Nr | Land    | Pos | Namn                                                    |
| -- | ------- | --- | ------------------------------------------------------- |
| 15 | Sverige | A   | Stefan Rodevåg (Avslutat karriären)                     |
| 4  | Sverige | F   | Daniel Johansson (till Stafsinge IF)                    |
| 70 | Ghana   | MF  | Richard Donkor (Klubb ej klar)                          |
| 10 | Sverige | MF  | Amin Nazari (Klubb ej klar)                             |
| 7  | Sverige | MF  | David Svensson (Avslutat karriären)                     |
| 24 | Sverige | A   | Viktor Götesson (Återvänder efter lån till IF Elfsborg) |

#### Sommarövergångar 2018
| Nr | Land | Pos | Namn |
| -- | ---- | --- | ---- |

| Nr | Land | Pos | Namn |
| -- | ---- | --- | ---- |

| Nr | Land | Pos | Namn |
| -- | ---- | --- | ---- |

| Nr | Land | Pos | Namn |
| -- | ---- | --- | ---- |

### GAIS

#### Vinterövergångar 2017/2018
| Nr | Land       | Pos | Namn                                                       |
| -- | ---------- | --- | ---------------------------------------------------------- |
|    | Sverige    | A   | Edin Hamidovic (från Husqvarna FF)                         |
|    | Sverige    | MF  | Marcus Bergholtz (från Utsiktens BK)                       |
|    | Sverige    | A   | Jesper Westermark (från Utsiktens BK)                      |
|    | Sverige    | MF  | Andreas Östling (från Örgryte IS)                          |
|    | Sverige    | MF  | Stefan Ilic (från IK Brage)                                |
|    | Sverige    | MF  | Niklas Olsson (från Utsiktens BK)                          |
|    | Sverige    | A   | Junes Barny (från Difaâ Hassani El Jadidi)                 |
|    | Sverige    | MV  | Alexander Nadj (från Utsiktens BK)                         |
|    | Sverige    | A   | Jonas Lindberg (från Sarpsborg 08)                         |
|    | Sverige    | F   | Allan Mohideen (från Utsiktens BK)                         |
|    | Sverige    | F   | Filip Trajanovski (från BK Häcken U19)                     |
|    | Sverige    | F   | Emin Grozdanic (Uppflyttad från U19-laget)                 |
|    | Australien | MF  | Aiden Harvey (Uppflyttad från U19-laget)                   |
|    | Sverige    | MF  | Adam Wästlund (Uppflyttad från U19-laget)                  |
|    | Sverige    | MF  | Felix Kasper Elasson (Återvänder efter lån från Lerums IS) |

| Nr | Land       | Pos | Namn                                                       |
| -- | ---------- | --- | ---------------------------------------------------------- |
|    | Sverige    | A   | Edin Hamidovic (från Husqvarna FF)                         |
|    | Sverige    | MF  | Marcus Bergholtz (från Utsiktens BK)                       |
|    | Sverige    | A   | Jesper Westermark (från Utsiktens BK)                      |
|    | Sverige    | MF  | Andreas Östling (från Örgryte IS)                          |
|    | Sverige    | MF  | Stefan Ilic (från IK Brage)                                |
|    | Sverige    | MF  | Niklas Olsson (från Utsiktens BK)                          |
|    | Sverige    | A   | Junes Barny (från Difaâ Hassani El Jadidi)                 |
|    | Sverige    | MV  | Alexander Nadj (från Utsiktens BK)                         |
|    | Sverige    | A   | Jonas Lindberg (från Sarpsborg 08)                         |
|    | Sverige    | F   | Allan Mohideen (från Utsiktens BK)                         |
|    | Sverige    | F   | Filip Trajanovski (från BK Häcken U19)                     |
|    | Sverige    | F   | Emin Grozdanic (Uppflyttad från U19-laget)                 |
|    | Australien | MF  | Aiden Harvey (Uppflyttad från U19-laget)                   |
|    | Sverige    | MF  | Adam Wästlund (Uppflyttad från U19-laget)                  |
|    | Sverige    | MF  | Felix Kasper Elasson (Återvänder efter lån från Lerums IS) |

| Nr | Land        | Pos | Namn                                                  |
| -- | ----------- | --- | ----------------------------------------------------- |
| -  | Sverige     | MV  | Jesper Johansson (till Mjällby AIF)                   |
| 18 | Sverige     | MF  | Pascal Olsson (till Västra Frölunda IF)               |
| 24 | Grekland    | F   | Mavroudis Bougaidis (till Podbeskidzie Bielsko-Biała) |
| 2  | England     | F   | James Sinclair (Klubb ej klar)                        |
| 8  | Sverige     | MF  | Andreas Peterson (till Levanger)                      |
| 9  | Kosovo      | A   | Dardan Rexhepi (Klubb ej klar)                        |
| 17 | Sverige     | F   | Sebastian Möller (till Varbergs BoIS)                 |
| 21 | Nya Zeeland | MF  | Dan Keat (Klubb ej klar])                             |
| 16 | Sverige     | MF  | Mattias Kano (till Assyriska BK)                      |
| 25 | Sverige     | MF  | Simon Silverholt (till IFK Mariehamn)                 |
| 18 | Sverige     | MF  | Anton Wede (till Falkenbergs FF)                      |
| 10 | Sverige     | A   | Luka Mijaljevic (till AFC Eskilstuna)                 |
| 30 | Sverige     | MV  | Otto Martler (till Halmstads BK)                      |
| 27 | Sverige     | MV  | Tobias Johansson (till Carlstad United)               |
| 22 | Sverige     | A   | Alibek Aliev (Återvänder efter lån till CSKA Moskva)  |

| Nr | Land        | Pos | Namn                                                  |
| -- | ----------- | --- | ----------------------------------------------------- |
| -  | Sverige     | MV  | Jesper Johansson (till Mjällby AIF)                   |
| 18 | Sverige     | MF  | Pascal Olsson (till Västra Frölunda IF)               |
| 24 | Grekland    | F   | Mavroudis Bougaidis (till Podbeskidzie Bielsko-Biała) |
| 2  | England     | F   | James Sinclair (Klubb ej klar)                        |
| 8  | Sverige     | MF  | Andreas Peterson (till Levanger)                      |
| 9  | Kosovo      | A   | Dardan Rexhepi (Klubb ej klar)                        |
| 17 | Sverige     | F   | Sebastian Möller (till Varbergs BoIS)                 |
| 21 | Nya Zeeland | MF  | Dan Keat (Klubb ej klar])                             |
| 16 | Sverige     | MF  | Mattias Kano (till Assyriska BK)                      |
| 25 | Sverige     | MF  | Simon Silverholt (till IFK Mariehamn)                 |
| 18 | Sverige     | MF  | Anton Wede (till Falkenbergs FF)                      |
| 10 | Sverige     | A   | Luka Mijaljevic (till AFC Eskilstuna)                 |
| 30 | Sverige     | MV  | Otto Martler (till Halmstads BK)                      |
| 27 | Sverige     | MV  | Tobias Johansson (till Carlstad United)               |
| 22 | Sverige     | A   | Alibek Aliev (Återvänder efter lån till CSKA Moskva)  |

#### Sommarövergångar 2018
| Nr | Land | Pos | Namn |
| -- | ---- | --- | ---- |

| Nr | Land | Pos | Namn |
| -- | ---- | --- | ---- |

| Nr | Land | Pos | Namn |
| -- | ---- | --- | ---- |

| Nr | Land | Pos | Namn |
| -- | ---- | --- | ---- |

### Gefle IF

#### Vinterövergångar 2017/2018
| Nr | Land    | Pos | Namn                                                             |
| -- | ------- | --- | ---------------------------------------------------------------- |
|    | Sverige | MF  | Sebastian Sandlund (från IFK Luleå)                              |
|    | Sverige | F   | Stefan Zarkovic (från Karlstad BK)                               |
|    | England | F   | Netan Sansara (från FC Edmonton)                                 |
|    | Sverige | A   | Erik Törnros (från Köge)                                         |
|    | Norge   | MF  | Fitim Kastrati (från Grorud)                                     |
|    | Sverige | F   | Anton Kralj (Inlånad från Malmö FF)                              |
|    | Sverige | MF  | Leo Bengtsson (Inlånad från Hammarby IF)                         |
|    | Sverige | MF  | Melvin Mårtensson Almevid (Uppflyttad från U19-laget)            |
|    | Sverige | F   | Albin Lohikangas (Återvänder efter lån från Egersund)            |
|    | Sverige | A   | Tshutshu Tshakasua (Återvänder efter lån från IFK Luleå)         |
|    | Sverige | MF  | Adrian Bjelkendal Haaranen (Återvänder efter lån från IFK Luleå) |

| Nr | Land    | Pos | Namn                                                             |
| -- | ------- | --- | ---------------------------------------------------------------- |
|    | Sverige | MF  | Sebastian Sandlund (från IFK Luleå)                              |
|    | Sverige | F   | Stefan Zarkovic (från Karlstad BK)                               |
|    | England | F   | Netan Sansara (från FC Edmonton)                                 |
|    | Sverige | A   | Erik Törnros (från Köge)                                         |
|    | Norge   | MF  | Fitim Kastrati (från Grorud)                                     |
|    | Sverige | F   | Anton Kralj (Inlånad från Malmö FF)                              |
|    | Sverige | MF  | Leo Bengtsson (Inlånad från Hammarby IF)                         |
|    | Sverige | MF  | Melvin Mårtensson Almevid (Uppflyttad från U19-laget)            |
|    | Sverige | F   | Albin Lohikangas (Återvänder efter lån från Egersund)            |
|    | Sverige | A   | Tshutshu Tshakasua (Återvänder efter lån från IFK Luleå)         |
|    | Sverige | MF  | Adrian Bjelkendal Haaranen (Återvänder efter lån från IFK Luleå) |

| Nr | Land           | Pos | Namn                                                   |
| -- | -------------- | --- | ------------------------------------------------------ |
| 29 | Danmark        | F   | Martin Rauschenberg (till IF Brommapojkarna)           |
| 24 | Kongo-Kinshasa | MF  | René Makondele (till Sandvikens IF)                    |
| 4  | Sverige        | F   | Anton Lans (till Örgryte IS)                           |
| -  | Sverige        | MV  | Andreas Andersson (till Östersunds FK)                 |
| 19 | Norge          | A   | Bajram Ajeti (till IF Brommapojkarna)                  |
| 10 | Turkiet        | A   | Deniz Hümmet (till Trelleborgs FF)                     |
| 9  | Sverige        | MF  | Diego Montiel (Återvänder efter lån till IK Sirius)    |
| 20 | Peru           | MF  | Juan Diego Gutiérrez (Återvänder efter lån till Vejle) |

| Nr | Land           | Pos | Namn                                                   |
| -- | -------------- | --- | ------------------------------------------------------ |
| 29 | Danmark        | F   | Martin Rauschenberg (till IF Brommapojkarna)           |
| 24 | Kongo-Kinshasa | MF  | René Makondele (till Sandvikens IF)                    |
| 4  | Sverige        | F   | Anton Lans (till Örgryte IS)                           |
| -  | Sverige        | MV  | Andreas Andersson (till Östersunds FK)                 |
| 19 | Norge          | A   | Bajram Ajeti (till IF Brommapojkarna)                  |
| 10 | Turkiet        | A   | Deniz Hümmet (till Trelleborgs FF)                     |
| 9  | Sverige        | MF  | Diego Montiel (Återvänder efter lån till IK Sirius)    |
| 20 | Peru           | MF  | Juan Diego Gutiérrez (Återvänder efter lån till Vejle) |

#### Sommarövergångar 2018
| Nr | Land | Pos | Namn |
| -- | ---- | --- | ---- |

| Nr | Land | Pos | Namn |
| -- | ---- | --- | ---- |

| Nr | Land    | Pos | Namn                                      |
| -- | ------- | --- | ----------------------------------------- |
| 15 | Sverige | A   | Jacob Hjelte (Utlånad till Sandvikens IF) |

| Nr | Land    | Pos | Namn                                      |
| -- | ------- | --- | ----------------------------------------- |
| 15 | Sverige | A   | Jacob Hjelte (Utlånad till Sandvikens IF) |

### Halmstads BK

#### Vinterövergångar 2017/2018
| Nr | Land    | Pos | Namn                                               |
| -- | ------- | --- | -------------------------------------------------- |
|    | Sverige | F   | Peter Larsson (från Helsingborgs IF)               |
|    | Ghana   | MF  | Thomas Boakye (från Varbergs BoIS)                 |
|    | Sverige | MF  | Dida Rashidi (från IK Frej)                        |
|    | Sverige | MF  | Andreas Hadenius (från IFK Norrköping)             |
|    | Sverige | MV  | Otto Martler (från GAIS)                           |
|    | Sverige | F   | Isac Larsson (Uppflyttad från U19-laget)           |
|    | Sverige | A   | Isak Harrysson (Uppflyttad från U19-laget)         |
|    | Sverige | MF  | Emil Tot Wikström (Uppflyttad från U19-laget)      |
|    | Sverige | A   | Rasmus Wiedeshelm Paul (Uppflyttad från U19-laget) |
|    | Sverige | MV  | Simon Andersson (Uppflyttad från U19-laget)        |

| Nr | Land    | Pos | Namn                                               |
| -- | ------- | --- | -------------------------------------------------- |
|    | Sverige | F   | Peter Larsson (från Helsingborgs IF)               |
|    | Ghana   | MF  | Thomas Boakye (från Varbergs BoIS)                 |
|    | Sverige | MF  | Dida Rashidi (från IK Frej)                        |
|    | Sverige | MF  | Andreas Hadenius (från IFK Norrköping)             |
|    | Sverige | MV  | Otto Martler (från GAIS)                           |
|    | Sverige | F   | Isac Larsson (Uppflyttad från U19-laget)           |
|    | Sverige | A   | Isak Harrysson (Uppflyttad från U19-laget)         |
|    | Sverige | MF  | Emil Tot Wikström (Uppflyttad från U19-laget)      |
|    | Sverige | A   | Rasmus Wiedeshelm Paul (Uppflyttad från U19-laget) |
|    | Sverige | MV  | Simon Andersson (Uppflyttad från U19-laget)        |

| Nr | Land            | Pos | Namn                                                     |
| -- | --------------- | --- | -------------------------------------------------------- |
| 2  | Sverige         | F   | Adnan Kojic (till AFC Eskilstuna)                        |
| 7  | Finland         | A   | Nikolai Alho (till HJK Helsingfors)                      |
| 12 | Sverige         | MV  | Isak Pettersson (till IFK Norrköping)                    |
| 3  | Sverige         | F   | Fredrik Liverstam (till Helsingborgs IF)                 |
| 9  | Norge           | A   | Alexander Ruud Tveter (till Sarpsborg)                   |
| -  | Sverige         | F   | Marcus Johansson (till Jönköpings Södra IF)              |
| 15 | Elfenbenskusten | MF  | Aboubakar Keita (Återvänder efter lån till FC Köpenhamn) |

| Nr | Land            | Pos | Namn                                                     |
| -- | --------------- | --- | -------------------------------------------------------- |
| 2  | Sverige         | F   | Adnan Kojic (till AFC Eskilstuna)                        |
| 7  | Finland         | A   | Nikolai Alho (till HJK Helsingfors)                      |
| 12 | Sverige         | MV  | Isak Pettersson (till IFK Norrköping)                    |
| 3  | Sverige         | F   | Fredrik Liverstam (till Helsingborgs IF)                 |
| 9  | Norge           | A   | Alexander Ruud Tveter (till Sarpsborg)                   |
| -  | Sverige         | F   | Marcus Johansson (till Jönköpings Södra IF)              |
| 15 | Elfenbenskusten | MF  | Aboubakar Keita (Återvänder efter lån till FC Köpenhamn) |

#### Sommarövergångar 2018
| Nr | Land | Pos | Namn |
| -- | ---- | --- | ---- |

| Nr | Land | Pos | Namn |
| -- | ---- | --- | ---- |

| Nr | Land    | Pos | Namn                         |
| -- | ------- | --- | ---------------------------- |
| 30 | Sverige | MF  | Dida Rashidi (Klubb ej klar) |

| Nr | Land    | Pos | Namn                         |
| -- | ------- | --- | ---------------------------- |
| 30 | Sverige | MF  | Dida Rashidi (Klubb ej klar) |

### Helsingborgs IF

#### Vinterövergångar 2017/2018
| Nr | Land    | Pos | Namn                                                                  |
| -- | ------- | --- | --------------------------------------------------------------------- |
|    | Ghana   | A   | Mamudo Moro (från Mjällby AIF)                                        |
|    | Island  | A   | Andri Rúnar Bjarnason (från Grindavik)                                |
|    | Ghana   | MF  | Mohammed Abubakari (från BK Häcken)                                   |
|    | Danmark | F   | Anders Randrup (från IF Elfsborg)                                     |
|    | Sverige | F   | Fredrik Liverstam (från Halmstads BK)                                 |
|    | Sverige | MF  | Rasmus Rosenqvist (Inlånad från IF Elfsborg)                          |
|    | Sverige | MF  | Mattias Almeida (Uppflyttad från U19-laget)                           |
|    | Sverige | MF  | Alexander Achinioti Jönsson (Återvänder efter lån från Ängelholms FF) |

| Nr | Land    | Pos | Namn                                                                  |
| -- | ------- | --- | --------------------------------------------------------------------- |
|    | Ghana   | A   | Mamudo Moro (från Mjällby AIF)                                        |
|    | Island  | A   | Andri Rúnar Bjarnason (från Grindavik)                                |
|    | Ghana   | MF  | Mohammed Abubakari (från BK Häcken)                                   |
|    | Danmark | F   | Anders Randrup (från IF Elfsborg)                                     |
|    | Sverige | F   | Fredrik Liverstam (från Halmstads BK)                                 |
|    | Sverige | MF  | Rasmus Rosenqvist (Inlånad från IF Elfsborg)                          |
|    | Sverige | MF  | Mattias Almeida (Uppflyttad från U19-laget)                           |
|    | Sverige | MF  | Alexander Achinioti Jönsson (Återvänder efter lån från Ängelholms FF) |

| Nr | Land      | Pos | Namn                                              |
| -- | --------- | --- | ------------------------------------------------- |
| 26 | Sverige   | F   | Peter Larsson (till Halmstads BK)                 |
| 1  | USA       | MV  | Matt Pyzdrowski (till Varbergs BoIS)              |
| 7  | Sverige   | F   | Viktor Ljung (till Levanger)                      |
| 4  | Sverige   | F   | Jonatan Olsson (till Eskilsminne IF)              |
| 8  | Danmark   | MF  | Martin Christensen (till Køge)                    |
| 33 | Ghana     | MF  | Edwin Gyimah (till Bidvest Vits)                  |
| 99 | Sverige   | F   | Felix Bindelöv (till Karlslunds IF)               |
| 14 | Sydafrika | MF  | Bradley Ralani (till Cape Town City)              |
| 21 | Nigeria   | MF  | Monday Samuel (till Landskrona BoIS)              |
| 13 | Sverige   | MF  | Alexander Achinioti Jönsson (till IFK Värnamo)    |
| 18 | Nigeria   | A   | Oke Akpoveta (till AFC Eskilstuna)                |
| 9  | Uganda    | A   | Lumala Abdu (Återvänder efter lån till Kalmar FF) |

| Nr | Land      | Pos | Namn                                              |
| -- | --------- | --- | ------------------------------------------------- |
| 26 | Sverige   | F   | Peter Larsson (till Halmstads BK)                 |
| 1  | USA       | MV  | Matt Pyzdrowski (till Varbergs BoIS)              |
| 7  | Sverige   | F   | Viktor Ljung (till Levanger)                      |
| 4  | Sverige   | F   | Jonatan Olsson (till Eskilsminne IF)              |
| 8  | Danmark   | MF  | Martin Christensen (till Køge)                    |
| 33 | Ghana     | MF  | Edwin Gyimah (till Bidvest Vits)                  |
| 99 | Sverige   | F   | Felix Bindelöv (till Karlslunds IF)               |
| 14 | Sydafrika | MF  | Bradley Ralani (till Cape Town City)              |
| 21 | Nigeria   | MF  | Monday Samuel (till Landskrona BoIS)              |
| 13 | Sverige   | MF  | Alexander Achinioti Jönsson (till IFK Värnamo)    |
| 18 | Nigeria   | A   | Oke Akpoveta (till AFC Eskilstuna)                |
| 9  | Uganda    | A   | Lumala Abdu (Återvänder efter lån till Kalmar FF) |

#### Sommarövergångar 2018
| Nr | Land            | Pos | Namn                                  |
| -- | --------------- | --- | ------------------------------------- |
|    | Sverige         | F   | Andreas Granqvist (från FK Krasnodar) |
|    | Elfenbenskusten | MF  | Thierry Zahui (från Landskrona BoIS)  |

| Nr | Land            | Pos | Namn                                  |
| -- | --------------- | --- | ------------------------------------- |
|    | Sverige         | F   | Andreas Granqvist (från FK Krasnodar) |
|    | Elfenbenskusten | MF  | Thierry Zahui (från Landskrona BoIS)  |

| Nr | Land    | Pos | Namn                                                      |
| -- | ------- | --- | --------------------------------------------------------- |
| 18 | Sverige | MF  | Rasmus Rosenqvist (Återvänder efter lån till IF Elfsborg) |

| Nr | Land    | Pos | Namn                                                      |
| -- | ------- | --- | --------------------------------------------------------- |
| 18 | Sverige | MF  | Rasmus Rosenqvist (Återvänder efter lån till IF Elfsborg) |

### IFK Värnamo

#### Vinterövergångar 2017/2018
| Nr | Land           | Pos | Namn                                               |
| -- | -------------- | --- | -------------------------------------------------- |
|    | Sverige        | A   | York Rafael (från Sandvikens IF)                   |
|    | Sverige        | F   | Jon Birkfeldt (från Åtvidabergs FF)                |
|    | Sverige        | MF  | Victor Kristiansson (från Malmö FF U19)            |
|    | Sverige        | MF  | Alexander Henningsson (från Fredrikstad)           |
|    | Sverige        | MF  | Alexander Achinioti Jönsson (från Helsingborgs IF) |
|    | Sverige        | A   | Max Olsson (från Malmö FF U19)                     |
|    | Nordmakedonien | MF  | Predrag Ranđelović (från Dalkurd FF)               |
|    | Sverige        | F   | Anton Maikkula (Inlånad från Kalmar FF)            |
|    | Uganda         | A   | Lumala Abdu (Inlånad från Kalmar FF)               |
|    | Sverige        | MF  | Kavin Trinh (Återvänder efter lån från Ljungby IF) |

| Nr | Land           | Pos | Namn                                               |
| -- | -------------- | --- | -------------------------------------------------- |
|    | Sverige        | A   | York Rafael (från Sandvikens IF)                   |
|    | Sverige        | F   | Jon Birkfeldt (från Åtvidabergs FF)                |
|    | Sverige        | MF  | Victor Kristiansson (från Malmö FF U19)            |
|    | Sverige        | MF  | Alexander Henningsson (från Fredrikstad)           |
|    | Sverige        | MF  | Alexander Achinioti Jönsson (från Helsingborgs IF) |
|    | Sverige        | A   | Max Olsson (från Malmö FF U19)                     |
|    | Nordmakedonien | MF  | Predrag Ranđelović (från Dalkurd FF)               |
|    | Sverige        | F   | Anton Maikkula (Inlånad från Kalmar FF)            |
|    | Uganda         | A   | Lumala Abdu (Inlånad från Kalmar FF)               |
|    | Sverige        | MF  | Kavin Trinh (Återvänder efter lån från Ljungby IF) |

| Nr | Land    | Pos | Namn                                                      |
| -- | ------- | --- | --------------------------------------------------------- |
| 10 | Sverige | MF  | Petar Petrović (till IF Brommapojkarna)                   |
| 7  | Sverige | MF  | Otto Eriksson (till Team TG FF)                           |
| 14 | Sverige | MF  | Liridon Silka (till Östers IF)                            |
| 17 | Sverige | MF  | Felix Wieslander Andersson (till Gnosjö IF)               |
| 4  | Sverige | A   | Yves Nkuru (till Assyriska Turabdin IK)                   |
| 18 | Sverige | MF  | Simon Nilsson (till Örgryte IS)                           |
| 2  | Sverige | F   | Fredrik Lundgren (till Östers IF)                         |
| 15 | Sverige | A   | Melvin Frithzell (till FC Helsingör)                      |
| 27 | Sverige | F   | Oskar Dahlström (till IFK Berga)                          |
| 25 | Sverige | F   | Victor Nilsson (till Trelleborgs FF)                      |
| 16 | Sverige | MF  | Oscar Johansson (till Trelleborgs FF)                     |
| 11 | Sverige | MF  | Gentrit Citaku (Återvänder efter lån till IFK Norrköping) |

| Nr | Land    | Pos | Namn                                                      |
| -- | ------- | --- | --------------------------------------------------------- |
| 10 | Sverige | MF  | Petar Petrović (till IF Brommapojkarna)                   |
| 7  | Sverige | MF  | Otto Eriksson (till Team TG FF)                           |
| 14 | Sverige | MF  | Liridon Silka (till Östers IF)                            |
| 17 | Sverige | MF  | Felix Wieslander Andersson (till Gnosjö IF)               |
| 4  | Sverige | A   | Yves Nkuru (till Assyriska Turabdin IK)                   |
| 18 | Sverige | MF  | Simon Nilsson (till Örgryte IS)                           |
| 2  | Sverige | F   | Fredrik Lundgren (till Östers IF)                         |
| 15 | Sverige | A   | Melvin Frithzell (till FC Helsingör)                      |
| 27 | Sverige | F   | Oskar Dahlström (till IFK Berga)                          |
| 25 | Sverige | F   | Victor Nilsson (till Trelleborgs FF)                      |
| 16 | Sverige | MF  | Oscar Johansson (till Trelleborgs FF)                     |
| 11 | Sverige | MF  | Gentrit Citaku (Återvänder efter lån till IFK Norrköping) |

#### Sommarövergångar 2018
| Nr | Land | Pos | Namn |
| -- | ---- | --- | ---- |

| Nr | Land | Pos | Namn |
| -- | ---- | --- | ---- |

| Nr | Land    | Pos | Namn                                     |
| -- | ------- | --- | ---------------------------------------- |
| 7  | Sverige | F   | York Rafael (Utlånad till Sandvikens IF) |

| Nr | Land    | Pos | Namn                                     |
| -- | ------- | --- | ---------------------------------------- |
| 7  | Sverige | F   | York Rafael (Utlånad till Sandvikens IF) |

### IK Brage

#### Vinterövergångar 2017/2018
| Nr | Land      | Pos | Namn                                            |
| -- | --------- | --- | ----------------------------------------------- |
|    | Sverige   | MF  | Robbin Sellin (från IFK Mariehamn)              |
|    | Sverige   | F   | Mattias Liljestrand (från Syrianska FC)         |
|    | Sverige   | MV  | Oliver Bergman (från Oskarshamns AIK)           |
|    | Sverige   | MF  | Marcus Astvald (från Levanger)                  |
|    | Sverige   | A   | Simon Alexandersson (från AFC Eskilstuna)       |
|    | Sverige   | MF  | Oscar Lundin (från Dalkurd FF)                  |
|    | Spanien   | F   | Jalid Kerkich (från Dalkurd FF)                 |
|    | Sverige   | MV  | Filip Roos (från Säters IF)                     |
|    | Sydafrika | MF  | Mihlali Mayambela (Inlånad från Djurgårdens IF) |
|    | Sverige   | A   | Samuel Aziz (Inlånad från GIF Sundsvall)        |

| Nr | Land      | Pos | Namn                                            |
| -- | --------- | --- | ----------------------------------------------- |
|    | Sverige   | MF  | Robbin Sellin (från IFK Mariehamn)              |
|    | Sverige   | F   | Mattias Liljestrand (från Syrianska FC)         |
|    | Sverige   | MV  | Oliver Bergman (från Oskarshamns AIK)           |
|    | Sverige   | MF  | Marcus Astvald (från Levanger)                  |
|    | Sverige   | A   | Simon Alexandersson (från AFC Eskilstuna)       |
|    | Sverige   | MF  | Oscar Lundin (från Dalkurd FF)                  |
|    | Spanien   | F   | Jalid Kerkich (från Dalkurd FF)                 |
|    | Sverige   | MV  | Filip Roos (från Säters IF)                     |
|    | Sydafrika | MF  | Mihlali Mayambela (Inlånad från Djurgårdens IF) |
|    | Sverige   | A   | Samuel Aziz (Inlånad från GIF Sundsvall)        |

| Nr | Land    | Pos | Namn                                    |
| -- | ------- | --- | --------------------------------------- |
| 9  | Sverige | A   | Johan Eklund (Avslutat karriären)       |
| 7  | Sverige | MF  | Stefan Ilic (till GAIS)                 |
| 21 | Sverige | MF  | Ardian Rexhepi (Klubb ej klar)          |
| 18 | Sverige | F   | Viktor Adebahr (till Grebbestads IF)    |
| 4  | Sverige | F   | Gustav Sundström (till Kvarnsvedens IK) |
| 1  | Sverige | MV  | Ludvig Larsson (till Kvarnsvedens IK)   |
| 12 | Sverige | MV  | Erik Johansson (Klubb ej klar)          |
| 14 | Sverige | F   | Jesper Åman (till BK Forward)           |
| 16 | Sverige | A   | Linus Zetterström (till Karlstad BK)    |
| 15 | Sverige | MF  | Rasmus Lindgren (till Kvarnsvedens IK)  |

| Nr | Land    | Pos | Namn                                    |
| -- | ------- | --- | --------------------------------------- |
| 9  | Sverige | A   | Johan Eklund (Avslutat karriären)       |
| 7  | Sverige | MF  | Stefan Ilic (till GAIS)                 |
| 21 | Sverige | MF  | Ardian Rexhepi (Klubb ej klar)          |
| 18 | Sverige | F   | Viktor Adebahr (till Grebbestads IF)    |
| 4  | Sverige | F   | Gustav Sundström (till Kvarnsvedens IK) |
| 1  | Sverige | MV  | Ludvig Larsson (till Kvarnsvedens IK)   |
| 12 | Sverige | MV  | Erik Johansson (Klubb ej klar)          |
| 14 | Sverige | F   | Jesper Åman (till BK Forward)           |
| 16 | Sverige | A   | Linus Zetterström (till Karlstad BK)    |
| 15 | Sverige | MF  | Rasmus Lindgren (till Kvarnsvedens IK)  |

#### Sommarövergångar 2018
| Nr | Land | Pos | Namn |
| -- | ---- | --- | ---- |

| Nr | Land | Pos | Namn |
| -- | ---- | --- | ---- |

| Nr | Land | Pos | Namn |
| -- | ---- | --- | ---- |

| Nr | Land | Pos | Namn |
| -- | ---- | --- | ---- |

### IK Frej

#### Vinterövergångar 2017/2018
| Nr | Land     | Pos | Namn                                           |
| -- | -------- | --- | ---------------------------------------------- |
|    | Sverige  | MF  | David Zlotnik (från Vasalunds IF)              |
|    | Sverige  | F   | Amadeus Sögaard (från IF Brommapojkarna U19)   |
|    | Grekland | MF  | Kostas Stavrothanasopoulos (från Akropolis IF) |
|    | Sverige  | F   | Victor Fors (från IF Brommapojkarna)           |
|    | Italien  | A   | Luca Gerbino Polo (från IF Brommapojkarna)     |
|    | Sverige  | MV  | Hampus Elgan (från Syrianska FC)               |
|    | Sverige  | A   | Andreas Bellander (från BKV Norrtälje)         |
|    | Sverige  | F   | Martin Falkeborn (Inlånad från Lilleström)     |
|    | Sverige  | MF  | Joseph Ceesay (Inlånad från Djurgårdens IF)    |
|    | Sverige  | F   | Marcus Hansson (Inlånad från Djurgårdens IF)   |
|    | Sverige  | A   | Amadou Jawo (Inlånad från Djurgårdens IF)      |
|    | Sverige  | MF  | Dusan Jajic (Inlånad från Hammarby IF)         |

| Nr | Land     | Pos | Namn                                           |
| -- | -------- | --- | ---------------------------------------------- |
|    | Sverige  | MF  | David Zlotnik (från Vasalunds IF)              |
|    | Sverige  | F   | Amadeus Sögaard (från IF Brommapojkarna U19)   |
|    | Grekland | MF  | Kostas Stavrothanasopoulos (från Akropolis IF) |
|    | Sverige  | F   | Victor Fors (från IF Brommapojkarna)           |
|    | Italien  | A   | Luca Gerbino Polo (från IF Brommapojkarna)     |
|    | Sverige  | MV  | Hampus Elgan (från Syrianska FC)               |
|    | Sverige  | A   | Andreas Bellander (från BKV Norrtälje)         |
|    | Sverige  | F   | Martin Falkeborn (Inlånad från Lilleström)     |
|    | Sverige  | MF  | Joseph Ceesay (Inlånad från Djurgårdens IF)    |
|    | Sverige  | F   | Marcus Hansson (Inlånad från Djurgårdens IF)   |
|    | Sverige  | A   | Amadou Jawo (Inlånad från Djurgårdens IF)      |
|    | Sverige  | MF  | Dusan Jajic (Inlånad från Hammarby IF)         |

| Nr | Land      | Pos | Namn                                                      |
| -- | --------- | --- | --------------------------------------------------------- |
| 20 | Sverige   | MF  | Dida Rashidi (till Halmstads BK)                          |
| 87 | Sverige   | A   | Admir Ćatović (Klubb ej klar)                             |
| 17 | Sverige   | MF  | Yonathan Getachew (till Kristianstad FC)                  |
| 8  | Sverige   | MF  | Pontus Åsbrink (till IFK Mariehamn)                       |
| 15 | Island    | F   | Noí Olafsson (till Nyköpings BIS)                         |
| 1  | Sverige   | MV  | Ruben Åhman (Klubb ej klar)                               |
| 24 | Sverige   | MF  | Oliver Kilic (Klubb ej klar)                              |
| 22 | Sverige   | A   | Franco Karroum (till IFK Stocksund)                       |
| 19 | Sverige   | A   | Lukas Sunesson (till Marquette University)                |
| 4  | Serbien   | F   | Danilo Kuzmanović (Klubb ej klar)                         |
| 23 | Sverige   | MF  | Jaudet Salih (Återvänder efter lån till GIF Sundsvall)    |
| 18 | Guatemala | MF  | Rodrigo Saravia (Återvänder efter lån till Columbus Crew) |

| Nr | Land      | Pos | Namn                                                      |
| -- | --------- | --- | --------------------------------------------------------- |
| 20 | Sverige   | MF  | Dida Rashidi (till Halmstads BK)                          |
| 87 | Sverige   | A   | Admir Ćatović (Klubb ej klar)                             |
| 17 | Sverige   | MF  | Yonathan Getachew (till Kristianstad FC)                  |
| 8  | Sverige   | MF  | Pontus Åsbrink (till IFK Mariehamn)                       |
| 15 | Island    | F   | Noí Olafsson (till Nyköpings BIS)                         |
| 1  | Sverige   | MV  | Ruben Åhman (Klubb ej klar)                               |
| 24 | Sverige   | MF  | Oliver Kilic (Klubb ej klar)                              |
| 22 | Sverige   | A   | Franco Karroum (till IFK Stocksund)                       |
| 19 | Sverige   | A   | Lukas Sunesson (till Marquette University)                |
| 4  | Serbien   | F   | Danilo Kuzmanović (Klubb ej klar)                         |
| 23 | Sverige   | MF  | Jaudet Salih (Återvänder efter lån till GIF Sundsvall)    |
| 18 | Guatemala | MF  | Rodrigo Saravia (Återvänder efter lån till Columbus Crew) |

#### Sommarövergångar 2018
| Nr | Land | Pos | Namn |
| -- | ---- | --- | ---- |

| Nr | Land | Pos | Namn |
| -- | ---- | --- | ---- |

| Nr | Land | Pos | Namn |
| -- | ---- | --- | ---- |

| Nr | Land | Pos | Namn |
| -- | ---- | --- | ---- |

### Jönköpings Södra IF

#### Vinterövergångar 2017/2018
| Nr | Land    | Pos | Namn                                             |
| -- | ------- | --- | ------------------------------------------------ |
|    | Sverige | MF  | Axel Lindahl (från Oskarshamns AIK)              |
|    | Sverige | MV  | Frank Pettersson (från Dalkurd FF)               |
|    | Sverige | MF  | Amir Al-Ammari (från Husqvarna FF)               |
|    | Finland | MV  | Carljohan Eriksson (från Helsingfors IFK)        |
|    | Sverige | F   | Anton Liljenbäck (från Varbergs BoIS)            |
|    | Sverige | MF  | Peter Gwargis (från Husqvarna FF)                |
|    | Nigeria | A   | Ahmad Gero (från Ramcy Academy)                  |
|    | Sverige | F   | Erik Moberg (från Viborg)                        |
|    | Sverige | MF  | Sebastian Crona (från Östers IF)                 |
|    | Sverige | A   | Jakob Orlov (från Brann)                         |
|    | Sverige | F   | Marcus Johansson (från Halmstads BK)             |
|    | Sverige | MF  | Benjamin Tannus (Uppflyttad från U19-laget)      |
|    | Sverige | F   | Lukas Eek (Uppflyttad från U19-laget)            |
|    | Sverige | MV  | Pontus Wik (Uppflyttad från U19-laget)           |
|    | Sverige | F   | Max Watson (Återvänder efter lån från Norrby IF) |

| Nr | Land    | Pos | Namn                                             |
| -- | ------- | --- | ------------------------------------------------ |
|    | Sverige | MF  | Axel Lindahl (från Oskarshamns AIK)              |
|    | Sverige | MV  | Frank Pettersson (från Dalkurd FF)               |
|    | Sverige | MF  | Amir Al-Ammari (från Husqvarna FF)               |
|    | Finland | MV  | Carljohan Eriksson (från Helsingfors IFK)        |
|    | Sverige | F   | Anton Liljenbäck (från Varbergs BoIS)            |
|    | Sverige | MF  | Peter Gwargis (från Husqvarna FF)                |
|    | Nigeria | A   | Ahmad Gero (från Ramcy Academy)                  |
|    | Sverige | F   | Erik Moberg (från Viborg)                        |
|    | Sverige | MF  | Sebastian Crona (från Östers IF)                 |
|    | Sverige | A   | Jakob Orlov (från Brann)                         |
|    | Sverige | F   | Marcus Johansson (från Halmstads BK)             |
|    | Sverige | MF  | Benjamin Tannus (Uppflyttad från U19-laget)      |
|    | Sverige | F   | Lukas Eek (Uppflyttad från U19-laget)            |
|    | Sverige | MV  | Pontus Wik (Uppflyttad från U19-laget)           |
|    | Sverige | F   | Max Watson (Återvänder efter lån från Norrby IF) |

| Nr | Land      | Pos | Namn                                                     |
| -- | --------- | --- | -------------------------------------------------------- |
| 26 | Sverige   | F   | André Calisir (till IFK Göteborg)                        |
| 22 | Ryssland  | MV  | Evgeny Kobozev (till Zorkiy Krasnogorsk)                 |
| 6  | Sverige   | F   | Stefan Karlsson (till Östers IF)                         |
| -  | Sverige   | MF  | Simon Dimitrijevic (till Mjällby AIF)                    |
| 14 | Spanien   | F   | Álex Portillo (till Antequera)                           |
| 7  | Sverige   | MF  | Dzenis Kozica (till Djurgårdens IF)                      |
| 1  | Spanien   | MV  | Fran Mancilla (till Víkingur)                            |
| 15 | Norge     | MF  | Stian Aasmundsen (till Kristiansund)                     |
| 24 | Sverige   | MF  | Robert Gojani (till IF Elfsborg)                         |
| 2  | Jordanien | F   | Jonathan Tamimi (till GIF Sundsvall)                     |
| 20 | Sverige   | MF  | Christos Gravius (Återvänder efter lån till AIK)         |
| 25 | Kamerun   | MF  | Eric Ayuk (Återvänder efter lån till Philadelphia Union) |

| Nr | Land      | Pos | Namn                                                     |
| -- | --------- | --- | -------------------------------------------------------- |
| 26 | Sverige   | F   | André Calisir (till IFK Göteborg)                        |
| 22 | Ryssland  | MV  | Evgeny Kobozev (till Zorkiy Krasnogorsk)                 |
| 6  | Sverige   | F   | Stefan Karlsson (till Östers IF)                         |
| -  | Sverige   | MF  | Simon Dimitrijevic (till Mjällby AIF)                    |
| 14 | Spanien   | F   | Álex Portillo (till Antequera)                           |
| 7  | Sverige   | MF  | Dzenis Kozica (till Djurgårdens IF)                      |
| 1  | Spanien   | MV  | Fran Mancilla (till Víkingur)                            |
| 15 | Norge     | MF  | Stian Aasmundsen (till Kristiansund)                     |
| 24 | Sverige   | MF  | Robert Gojani (till IF Elfsborg)                         |
| 2  | Jordanien | F   | Jonathan Tamimi (till GIF Sundsvall)                     |
| 20 | Sverige   | MF  | Christos Gravius (Återvänder efter lån till AIK)         |
| 25 | Kamerun   | MF  | Eric Ayuk (Återvänder efter lån till Philadelphia Union) |

#### Sommarövergångar 2018
| Nr | Land | Pos | Namn |
| -- | ---- | --- | ---- |

| Nr | Land | Pos | Namn |
| -- | ---- | --- | ---- |

| Nr | Land | Pos | Namn |
| -- | ---- | --- | ---- |

| Nr | Land | Pos | Namn |
| -- | ---- | --- | ---- |

### Landskrona BoIS

#### Vinterövergångar 2017/2018
| Nr | Land                    | Pos | Namn                                        |
| -- | ----------------------- | --- | ------------------------------------------- |
|    | Bosnien och Hercegovina | A   | Bahrudin Atajić (från Žalgiris Vilnius)     |
|    | Nigeria                 | MF  | Monday Samuel (från Helsingborgs IF)        |
|    | Sverige                 | MF  | Granit Stagova (från Mjällby AIF)           |
|    | Sverige                 | MV  | Viktor Noring (från Hearts)                 |
|    | Sverige                 | F   | Jetmir Haliti (Inlånad från FC Rosengård)   |
|    | USA                     | A   | Sean Ugo Okoli (Inlånad från New York City) |

| Nr | Land                    | Pos | Namn                                        |
| -- | ----------------------- | --- | ------------------------------------------- |
|    | Bosnien och Hercegovina | A   | Bahrudin Atajić (från Žalgiris Vilnius)     |
|    | Nigeria                 | MF  | Monday Samuel (från Helsingborgs IF)        |
|    | Sverige                 | MF  | Granit Stagova (från Mjällby AIF)           |
|    | Sverige                 | MV  | Viktor Noring (från Hearts)                 |
|    | Sverige                 | F   | Jetmir Haliti (Inlånad från FC Rosengård)   |
|    | USA                     | A   | Sean Ugo Okoli (Inlånad från New York City) |

| Nr | Land        | Pos | Namn                                |
| -- | ----------- | --- | ----------------------------------- |
| 29 | Sverige     | MV  | Ivo Vazgec (Klubb ej klar)          |
| 3  | Afghanistan | F   | Saber Azizi (till FC Rosengård)     |
| 13 | Syrien      | F   | Raslan Al Kurdi (till IFK Malmö)    |
| 17 | Sverige     | A   | Dino Mesic (till Torns IF)          |
| 10 | Sverige     | MF  | Rasmus Alm (till IF Brommapojkarna) |

| Nr | Land        | Pos | Namn                                |
| -- | ----------- | --- | ----------------------------------- |
| 29 | Sverige     | MV  | Ivo Vazgec (Klubb ej klar)          |
| 3  | Afghanistan | F   | Saber Azizi (till FC Rosengård)     |
| 13 | Syrien      | F   | Raslan Al Kurdi (till IFK Malmö)    |
| 17 | Sverige     | A   | Dino Mesic (till Torns IF)          |
| 10 | Sverige     | MF  | Rasmus Alm (till IF Brommapojkarna) |

#### Sommarövergångar 2018
| Nr | Land | Pos | Namn |
| -- | ---- | --- | ---- |

| Nr | Land | Pos | Namn |
| -- | ---- | --- | ---- |

| Nr | Land | Pos | Namn |
| -- | ---- | --- | ---- |

| Nr | Land | Pos | Namn |
| -- | ---- | --- | ---- |

### Norrby IF

#### Vinterövergångar 2017/2018
| Nr | Land    | Pos | Namn                                                   |
| -- | ------- | --- | ------------------------------------------------------ |
|    | Sverige | MF  | Kenan Mehovic (från IK Gauthiod)                       |
|    | Sverige | A   | Hugo Svensson (från IF Elfsborg U19)                   |
|    | Sverige | F   | Jonathan Azulay (från Utsiktens BK)                    |
|    | Sverige | A   | Lasse Nilsson (från IF Elfsborg)                       |
|    | Sverige | MF  | Adam Eriksson (från FK Karlskrona)                     |
|    | Sverige | F   | Patrick Dyrestam (från Assyriska BK)                   |
|    | Sverige | F   | Marc Axengren (från Husqvarna FF)                      |
|    | Sverige | F   | Meriton Qoraj (från Assyriska BK)                      |
|    | Sverige | A   | Richard Yarsuvat (från Dalkurd FF)                     |
|    | Sverige | MF  | Daniel Sijan (Uppflyttad från U19-laget)               |
|    | Sverige | F   | Abbas Mohamad (Återvänder efter lån från Dalstorps IF) |

| Nr | Land    | Pos | Namn                                                   |
| -- | ------- | --- | ------------------------------------------------------ |
|    | Sverige | MF  | Kenan Mehovic (från IK Gauthiod)                       |
|    | Sverige | A   | Hugo Svensson (från IF Elfsborg U19)                   |
|    | Sverige | F   | Jonathan Azulay (från Utsiktens BK)                    |
|    | Sverige | A   | Lasse Nilsson (från IF Elfsborg)                       |
|    | Sverige | MF  | Adam Eriksson (från FK Karlskrona)                     |
|    | Sverige | F   | Patrick Dyrestam (från Assyriska BK)                   |
|    | Sverige | F   | Marc Axengren (från Husqvarna FF)                      |
|    | Sverige | F   | Meriton Qoraj (från Assyriska BK)                      |
|    | Sverige | A   | Richard Yarsuvat (från Dalkurd FF)                     |
|    | Sverige | MF  | Daniel Sijan (Uppflyttad från U19-laget)               |
|    | Sverige | F   | Abbas Mohamad (Återvänder efter lån från Dalstorps IF) |

| Nr | Land    | Pos | Namn                                                       |
| -- | ------- | --- | ---------------------------------------------------------- |
| 22 | Sverige | F   | Mergim Shala (till Husqvarna FF)                           |
| 6  | Sverige | F   | Kadir Hodzic (till AFC Eskilstuna)                         |
| -  | Sverige | MF  | Andreas Bäckland Dahlqvist (till Dalstorps IF)             |
| 7  | Sverige | MF  | Adam Ståhl (till Kardemir Karabükspor)                     |
| 18 | Sverige | F   | Viktor Nilsson (till Tvååkers IF)                          |
| 21 | Sverige | A   | Hampus Gustavsson (till Åtvidabergs FF)                    |
| 3  | Sverige | F   | Max Watson (Återvänder efter lån till Jönköpings Södra IF) |
| 20 | Ghana   | MF  | Prosper Kasim (Återvänder efter lån till IFK Göteborg)     |
| 9  | Kosovo  | A   | Leonard Pllana (Återvänder efter lån till Dalkurd FF)      |

| Nr | Land    | Pos | Namn                                                       |
| -- | ------- | --- | ---------------------------------------------------------- |
| 22 | Sverige | F   | Mergim Shala (till Husqvarna FF)                           |
| 6  | Sverige | F   | Kadir Hodzic (till AFC Eskilstuna)                         |
| -  | Sverige | MF  | Andreas Bäckland Dahlqvist (till Dalstorps IF)             |
| 7  | Sverige | MF  | Adam Ståhl (till Kardemir Karabükspor)                     |
| 18 | Sverige | F   | Viktor Nilsson (till Tvååkers IF)                          |
| 21 | Sverige | A   | Hampus Gustavsson (till Åtvidabergs FF)                    |
| 3  | Sverige | F   | Max Watson (Återvänder efter lån till Jönköpings Södra IF) |
| 20 | Ghana   | MF  | Prosper Kasim (Återvänder efter lån till IFK Göteborg)     |
| 9  | Kosovo  | A   | Leonard Pllana (Återvänder efter lån till Dalkurd FF)      |

### Varbergs BoIS

#### Vinterövergångar 2017/2018
| Nr | Land            | Pos | Namn                                          |
| -- | --------------- | --- | --------------------------------------------- |
|    | Sverige         | F   | Elmin Nurkić (från Egersund)                  |
|    | Sverige         | A   | Perparim Beqaj (från Tvååkers IF)             |
|    | Sverige         | MF  | Albert Ejupi (från Kristianstad FC)           |
|    | Sverige         | MF  | Nahom Girmai (från Kristianstad FC)           |
|    | Sverige         | F   | Jakob Bergman (från IK Sirius)                |
|    | USA             | MV  | Matt Pyzdrowski (från Helsingborgs IF)        |
|    | Sverige         | F   | Sebastian Möller (från GAIS)                  |
|    | Sverige         | MF  | Albin Skoglund (från BK Häcken)               |
|    | Sverige         | F   | Hampus Bohman (från Ljungskile SK)            |
|    | Sverige         | F   | Hampus Zackrisson (från Degerfors IF)         |
|    | Sverige         | MV  | Albin Svensson (från Tvååkers IF)             |
|    | Sverige         | MF  | Eddie Tran (från Kvarnby IK)                  |
|    | USA             | MF  | Zeb Taublieb (från Charlotte Independence)    |
|    | Sverige         | MF  | Axel Olsson (från Ängelholms FF)              |
|    | Elfenbenskusten | F   | Adama Fofana (från Right to Dream)            |
|    | Sverige         | MF  | Erion Sadiku (Uppflyttad från U19-laget)      |
|    | Sverige         | F   | Hampus Danielsson (Uppflyttad från U19-laget) |
|    | Sverige         | MF  | Liam Munther (Uppflyttad från U19-laget)      |
|    | Sverige         | A   | Teddy Bergqvist (Inlånad från Malmö FF)       |
|    | Sverige         | MF  | Pontus Almqvist (Inlånad från IFK Norrköping) |

| Nr | Land            | Pos | Namn                                          |
| -- | --------------- | --- | --------------------------------------------- |
|    | Sverige         | F   | Elmin Nurkić (från Egersund)                  |
|    | Sverige         | A   | Perparim Beqaj (från Tvååkers IF)             |
|    | Sverige         | MF  | Albert Ejupi (från Kristianstad FC)           |
|    | Sverige         | MF  | Nahom Girmai (från Kristianstad FC)           |
|    | Sverige         | F   | Jakob Bergman (från IK Sirius)                |
|    | USA             | MV  | Matt Pyzdrowski (från Helsingborgs IF)        |
|    | Sverige         | F   | Sebastian Möller (från GAIS)                  |
|    | Sverige         | MF  | Albin Skoglund (från BK Häcken)               |
|    | Sverige         | F   | Hampus Bohman (från Ljungskile SK)            |
|    | Sverige         | F   | Hampus Zackrisson (från Degerfors IF)         |
|    | Sverige         | MV  | Albin Svensson (från Tvååkers IF)             |
|    | Sverige         | MF  | Eddie Tran (från Kvarnby IK)                  |
|    | USA             | MF  | Zeb Taublieb (från Charlotte Independence)    |
|    | Sverige         | MF  | Axel Olsson (från Ängelholms FF)              |
|    | Elfenbenskusten | F   | Adama Fofana (från Right to Dream)            |
|    | Sverige         | MF  | Erion Sadiku (Uppflyttad från U19-laget)      |
|    | Sverige         | F   | Hampus Danielsson (Uppflyttad från U19-laget) |
|    | Sverige         | MF  | Liam Munther (Uppflyttad från U19-laget)      |
|    | Sverige         | A   | Teddy Bergqvist (Inlånad från Malmö FF)       |
|    | Sverige         | MF  | Pontus Almqvist (Inlånad från IFK Norrköping) |

| Nr | Land    | Pos | Namn                                                      |
| -- | ------- | --- | --------------------------------------------------------- |
| 23 | Ghana   | MF  | Thomas Boakye (till Halmstads BK)                         |
| 3  | Sverige | F   | Pär Asp (Avslutat karriären)                              |
| 20 | Sverige | F   | Anton Liljenbäck (till Jönköpings Södra IF)               |
| 1  | Sverige | MV  | Peter Dahlberg (till Lindome GIF)                         |
| 31 | Sverige | MV  | Joakim Wulff (Klubb ej klar)                              |
| 21 | Sverige | MF  | Karl Söderström (till Falkenbergs FF)                     |
| 8  | Sverige | MF  | Peter Nyström (Klubb ej klar)                             |
| 9  | Sverige | A   | Ajsel Kujović (Avslutat karriären)                        |
| 12 | Sverige | MF  | Christoffer Arvidsson (till Tvååkers IF)                  |
| 13 | Sverige | F   | Eric Nilsson (till Tvååkers IF)                           |
| -  | Sverige | F   | Erik Lund (till Ljungskile SK)                            |
| 11 | Sverige | MF  | Jakob Olsson (Återvänder efter lån till Ljungskile SK)    |
| 7  | Sverige | F   | Oliver Silverholt (Återvänder efter lån till Hammarby IF) |
| 5  | Ghana   | MF  | Lawson Sabah (Återvänder efter lån till IFK Göteborg)     |
| 24 | Sverige | MF  | Gustav Berggren (Återvänder efter lån till BK Häcken)     |

| Nr | Land    | Pos | Namn                                                      |
| -- | ------- | --- | --------------------------------------------------------- |
| 23 | Ghana   | MF  | Thomas Boakye (till Halmstads BK)                         |
| 3  | Sverige | F   | Pär Asp (Avslutat karriären)                              |
| 20 | Sverige | F   | Anton Liljenbäck (till Jönköpings Södra IF)               |
| 1  | Sverige | MV  | Peter Dahlberg (till Lindome GIF)                         |
| 31 | Sverige | MV  | Joakim Wulff (Klubb ej klar)                              |
| 21 | Sverige | MF  | Karl Söderström (till Falkenbergs FF)                     |
| 8  | Sverige | MF  | Peter Nyström (Klubb ej klar)                             |
| 9  | Sverige | A   | Ajsel Kujović (Avslutat karriären)                        |
| 12 | Sverige | MF  | Christoffer Arvidsson (till Tvååkers IF)                  |
| 13 | Sverige | F   | Eric Nilsson (till Tvååkers IF)                           |
| -  | Sverige | F   | Erik Lund (till Ljungskile SK)                            |
| 11 | Sverige | MF  | Jakob Olsson (Återvänder efter lån till Ljungskile SK)    |
| 7  | Sverige | F   | Oliver Silverholt (Återvänder efter lån till Hammarby IF) |
| 5  | Ghana   | MF  | Lawson Sabah (Återvänder efter lån till IFK Göteborg)     |
| 24 | Sverige | MF  | Gustav Berggren (Återvänder efter lån till BK Häcken)     |

### Örgryte IS

#### Vinterövergångar 2017/2018
| Nr | Land    | Pos | Namn                                  |
| -- | ------- | --- | ------------------------------------- |
|    | Sverige | F   | David Engström (från BK Häcken)       |
|    | Sverige | F   | Filip Almström Tähti (från Notodden)  |
|    | Sverige | F   | Karl-Johan Lindblad (från Östers IF)  |
|    | Sverige | MF  | Diego Montiel (från IK Sirius)        |
|    | Sverige | MF  | Simon Nilsson (från IFK Värnamo)      |
|    | Sverige | MF  | Jakob Lindström (från BK Häcken)      |
|    | Sverige | F   | Anton Lans (från Gefle IF)            |
|    | Sverige | MF  | Jesper Jörnvik (från Qviding FIF)     |
|    | Sverige | A   | Gustav Ludwigson (från Sävedalens IF) |
|    | Sverige | A   | Alibek Aliev (från CSKA Moskva)       |

| Nr | Land    | Pos | Namn                                  |
| -- | ------- | --- | ------------------------------------- |
|    | Sverige | F   | David Engström (från BK Häcken)       |
|    | Sverige | F   | Filip Almström Tähti (från Notodden)  |
|    | Sverige | F   | Karl-Johan Lindblad (från Östers IF)  |
|    | Sverige | MF  | Diego Montiel (från IK Sirius)        |
|    | Sverige | MF  | Simon Nilsson (från IFK Värnamo)      |
|    | Sverige | MF  | Jakob Lindström (från BK Häcken)      |
|    | Sverige | F   | Anton Lans (från Gefle IF)            |
|    | Sverige | MF  | Jesper Jörnvik (från Qviding FIF)     |
|    | Sverige | A   | Gustav Ludwigson (från Sävedalens IF) |
|    | Sverige | A   | Alibek Aliev (från CSKA Moskva)       |

| Nr | Land    | Pos | Namn                                                 |
| -- | ------- | --- | ---------------------------------------------------- |
| 24 | Sverige | F   | Fredrik Björck (Avslutat karriären)                  |
| 5  | Sverige | F   | Johan Hammar (till BK Häcken)                        |
| 10 | England | A   | Hakeem Araba (till PS Kemi)                          |
| 8  | Sverige | MF  | Andreas Östling (till GAIS)                          |
| 22 | Uganda  | MF  | Martin Kayongo-Mutumba (till Syrianska FC)           |
| 2  | Sverige | F   | David Johansson (till Utsiktens BK)                  |
| 21 | Sverige | F   | Tommie Veljovic (till FC Trollhättan)                |
| 19 | Sverige | MF  | Rasmus Andernil Bozic (till Utsiktens BK)            |
| 20 | Sverige | MF  | Sebastian Carlsén (till Ängelholms FF)               |
| 3  | Sverige | A   | Johan Elmander (Avslutat karriären)                  |
| 9  | Sverige | MF  | Albin Skoglund (Återvänder efter lån från BK Häcken) |

| Nr | Land    | Pos | Namn                                                 |
| -- | ------- | --- | ---------------------------------------------------- |
| 24 | Sverige | F   | Fredrik Björck (Avslutat karriären)                  |
| 5  | Sverige | F   | Johan Hammar (till BK Häcken)                        |
| 10 | England | A   | Hakeem Araba (till PS Kemi)                          |
| 8  | Sverige | MF  | Andreas Östling (till GAIS)                          |
| 22 | Uganda  | MF  | Martin Kayongo-Mutumba (till Syrianska FC)           |
| 2  | Sverige | F   | David Johansson (till Utsiktens BK)                  |
| 21 | Sverige | F   | Tommie Veljovic (till FC Trollhättan)                |
| 19 | Sverige | MF  | Rasmus Andernil Bozic (till Utsiktens BK)            |
| 20 | Sverige | MF  | Sebastian Carlsén (till Ängelholms FF)               |
| 3  | Sverige | A   | Johan Elmander (Avslutat karriären)                  |
| 9  | Sverige | MF  | Albin Skoglund (Återvänder efter lån från BK Häcken) |

#### Sommarövergångar 2018
| Nr | Land | Pos | Namn |
| -- | ---- | --- | ---- |

| Nr | Land | Pos | Namn |
| -- | ---- | --- | ---- |

| Nr | Land | Pos | Namn |
| -- | ---- | --- | ---- |

| Nr | Land | Pos | Namn |
| -- | ---- | --- | ---- |

### Östers IF

#### Vinterövergångar 2017/2018
| Nr | Land    | Pos | Namn                                                     |
| -- | ------- | --- | -------------------------------------------------------- |
|    | Sverige | MF  | Liridon Silka (från IFK Värnamo)                         |
|    | Sverige | F   | Oliver Silverholt (från Hammarby IF)                     |
|    | Sverige | F   | Fredrik Lundgren (från IFK Värnamo)                      |
|    | Sverige | MF  | Simon Helg (från Åtvidabergs FF)                         |
|    | Sverige | F   | Stefan Karlsson (från Jönköpings Södra IF)               |
|    | Sverige | MF  | Carl Johansson (Inlånad från Kalmar FF)                  |
|    | Sverige | A   | Zackarias Faour (Inlånad från IK Sirius)                 |
|    | Sverige | MF  | Jesper Andreasson (Återvänder efter lån från Nybergsund) |
|    | Sverige | F   | Filip Örnblom (Återvänder efter lån från Ängelholms FF)  |

| Nr | Land    | Pos | Namn                                                     |
| -- | ------- | --- | -------------------------------------------------------- |
|    | Sverige | MF  | Liridon Silka (från IFK Värnamo)                         |
|    | Sverige | F   | Oliver Silverholt (från Hammarby IF)                     |
|    | Sverige | F   | Fredrik Lundgren (från IFK Värnamo)                      |
|    | Sverige | MF  | Simon Helg (från Åtvidabergs FF)                         |
|    | Sverige | F   | Stefan Karlsson (från Jönköpings Södra IF)               |
|    | Sverige | MF  | Carl Johansson (Inlånad från Kalmar FF)                  |
|    | Sverige | A   | Zackarias Faour (Inlånad från IK Sirius)                 |
|    | Sverige | MF  | Jesper Andreasson (Återvänder efter lån från Nybergsund) |
|    | Sverige | F   | Filip Örnblom (Återvänder efter lån från Ängelholms FF)  |

| Nr | Land    | Pos | Namn                                       |
| -- | ------- | --- | ------------------------------------------ |
| 26 | Ghana   | MF  | Isaac Shaze (Klubb ej klar)                |
| 24 | Sverige | F   | Fritiof Björkén (till IF Brommapojkarna)   |
| 3  | Sverige | F   | Karl-Johan Lindblad (till Örgryte IS)      |
| 28 | Sverige | MF  | Johan Hjalmarsson (till IFK Grimslöv)      |
| 99 | Ghana   | MF  | Enoch Adu (till FK Karlskrona)             |
| 20 | Sverige | F   | Jesper Lövdahl (till IK Oddevold)          |
| 14 | Sverige | MF  | Robin Östlind (till Falkenbergs FF)        |
| 5  | Sverige | F   | Simon Strand (till Lyngby)                 |
| 7  | Sverige | MF  | Sebastian Crona (till Jönköpings Södra IF) |

| Nr | Land    | Pos | Namn                                       |
| -- | ------- | --- | ------------------------------------------ |
| 26 | Ghana   | MF  | Isaac Shaze (Klubb ej klar)                |
| 24 | Sverige | F   | Fritiof Björkén (till IF Brommapojkarna)   |
| 3  | Sverige | F   | Karl-Johan Lindblad (till Örgryte IS)      |
| 28 | Sverige | MF  | Johan Hjalmarsson (till IFK Grimslöv)      |
| 99 | Ghana   | MF  | Enoch Adu (till FK Karlskrona)             |
| 20 | Sverige | F   | Jesper Lövdahl (till IK Oddevold)          |
| 14 | Sverige | MF  | Robin Östlind (till Falkenbergs FF)        |
| 5  | Sverige | F   | Simon Strand (till Lyngby)                 |
| 7  | Sverige | MF  | Sebastian Crona (till Jönköpings Södra IF) |

#### Sommarövergångar 2018
| Nr | Land | Pos | Namn |
| -- | ---- | --- | ---- |

| Nr | Land | Pos | Namn |
| -- | ---- | --- | ---- |

| Nr | Land | Pos | Namn |
| -- | ---- | --- | ---- |

| Nr | Land | Pos | Namn |
| -- | ---- | --- | ---- |